# Pedofília
A pedofília (a görög παῖς, "gyermek" és φιλία "szeretet" szavakból) a serdülőkor előtti gyermekek iránti szexuális vonzalom, amelyet a pszichiátria mentális betegségnek minősülő parafíliaként tart számon. A pszichiátriai betegségeket rendszerező DSM V a serdülőkor előtti életkort maximum 13 évben határozza meg, és pedofilnak az ilyen gyermek iránt vonzódó személyt tekinti, amennyiben az betöltötte a 16. életévét vagy legalább 5 évvel idősebb a gyermeknél, aki iránt vonzódik.
A serdülőkorúak iránti vonzalom a hebefília, melyet a DSM V külön nem határoz meg, azonban a köznyelv sokszor összemossa a két parafíliát, és az Egészségügyi Világszervezet által használt BNO-10 a pedofília definíciójába beleérti a korai serdülők iránti szexuális vonzalmat is. A hétköznapi szóhasználatban nem tesznek különbséget a gyermeket molesztálók és a pedofilok között, azonban a két kifejezés nem azonos, a pedofília egy mentális betegséget jelöl, és nem minden pedofil egyén valósítja meg tettekben is szexuális devianciáját, illetve a gyermekek elleni szexuális bűncselekmények elkövetői sem mind pedofilok.
A pedofília nem egy jogi fogalom, és önmagában a gyermekek iránti vonzalom nem büntetőjogi kategória, ugyanakkor a gyermekpornográfia, a gyermekprostitúció vagy a gyermekek sérelmére elkövetett szexuális cselekmények igen és a pedofília diagnózisa nem jelent felmentést a büntetés alól. Az ilyen személyek beszámíthatók és büntethetők. Nők és férfiak egyaránt elkövethetik. Utóbbiaknál a férfiuralom hierarchiája és a merev nemi szerepelvárásai miatt hangsúlyozottabb és feltűnőbb, jelentőségteljesebb.

## Pedofília a múltban és a jelenben
A felnőtt-gyermek testi viszony korszakonként és kultúránként eltérő megítéléssel bírhat. Bizonyos kultúrákban ma is gyakori a gyermekanyaság vagy gyermek házasság (12 év környékén) és az ottani törvények nem tiltják, bár ma már egyre kevesebb az ilyen társadalom.
Napjainkban a nemi érés folyamata felgyorsult, a gyermekek jóval hamarabb jutnak részletes információkhoz a nemiségről, mint korábban. Azonban vita tárgya, hogy a felgyorsult nemi éréshez szellemi érés is társul-e.
- Ókori Róma és Görögország: teljesen természetes volt, hogy felnőtt szexuális kontaktusba lépjen nemileg éretlen, vagy alig érett fiatallal, de más országokból és kultúrákból is maradtak fenn ilyen tartalmú írásos emlékek.
- Japán: a működő „bugyiautomaták” népszerűsége aggodalomra ad okot a társadalomkutatóknak. Közismert tény, hogy a japán férfiak bizonyos rétege szívesen fizet az (alig) használt lánykabugyik birtoklásáért. Szekai Hacu Siavasze Pancu Sókai Gentei magazin egy számához (2007. január) ilyen "promóciós" terméket csomagolt, amivel egyrészt általános felháborodást váltott ki, másrészt rekordmennyiségben kelt el.
- Afganisztán: A „bacha bazi” néven ismert ellentmondásos afgán gyakorlat felnőtt férfiak és fiatal fiúk közötti szexuális kapcsolatot foglal magában, és gyakran egyfajta gyermekprostitúciónak tekintik Afganisztánon kívül. Bár formálisan törvényen kívül helyezték, az ország bizonyos részein még mindig gyakorolják.
- Egyházi személyek által kiskorúak ellen elkövetett szexuális visszaélések: Németországi kutatások arról tanúskodnak, hogy öt esetből négy családon belül történt. Az összes elkövető 0,3 százaléka volt egyházi személy.[7] Reinhard Haller törvényszéki pszichiáter is felhívja rá a figyelmet, hogy „a pedofil tettek elkövetőinek 99,7 százaléka nem egyházi személy”, „a legtöbb ilyen eset családban vagy zárt rendszerekben fordul elő, például egyesületekben.”[8] Hasonló álláspontot képvisel Hans-Ludwig Kröber bűnügyi pszichiáter professzor, aki azt állítja, hogy „a szexuális zaklatásoknak több mint a fele a családban történik. Ez még inkább igaz az erőszakos cselekményekre."[9] Magyarországi vonatkozásokról a Szexuális visszaélések a magyar katolikus egyházban szócikk ad áttekintést.
- Becslések szerint az Egyesült Államokban mintegy 39 millió áldozata van a gyermekek elleni szexuális visszaéléseknek, amelyeket legnagyobb arányban családtagok követnek el.[10] A John Jay Intézet jelentése szerint Amerikában a gyermekkori visszaélések 60 százalékát a családhoz közel álló rokonok, barátok, 30 százalékát közeli családtagok követik el.[2] A hamis áldozatok aránya az amerikai statisztikák szerint régiótól függően 17-50 százalék között van. A Georgetown Egyetem kutatásai szerint ez az arány 17-25 százalék közé esik; a Bostoni Érsekségnél, ami az első és legismertebb az egyházi személyeket érintő hasonló botrányok sorában, 32-45 százalék közötti; a Los Angeles-i Főegyházmegyében pedig a hamis áldozatok aránya 50 százalék körüli, egy FBI-ügynök becslése szerint.[11] A hazai egyházi berkekben történt szexuális bántalmazások áldozataival Perintfalvi Rita készített riportkönyvet, amely 2022-ben jelent meg.[12]

### Online megjelenési formája (grooming)
A grooming (összefoglalóan online pedofília) elkövetői rendszerint hamis profil alatt online felületeken (chat programok, közösségi oldalak) lépnek kapcsolatba a gyermekkorú áldozattal, ahol türelmesen, fokozatosan építik fel az áldozat bizalmát, gyakran érzelmi-szerelmi állapotot és vonzódást elérve a célszemélynél, amely a sextingtől kezdődően akár személyes találkozóig és tényleges, fizikai aktusban vagy bántalmazásban is megnyilvánuló elcsábításig is terjedhet.  A grooming hálózatba szervezetten vagy szervezetlenül és eseti formában is megvalósulhat, korántsem szükséges ehhez egy egész hálózat, egyetlen elkövető és áldozata online „találkozása” is vezethet súlyos károkhoz, kifejezetten emberölési vagy kínzási szándékkal áldozatot keresők is használják ugyanis a becserkészés ezen technikáját.

## A pedofília tünetei, jellemzői
A pedofíliára jellemző gyermekek iránti szexuális érdeklődés a serdülőkor környékén jelenik meg, majd az élet során stabil marad. A pedofil hajlamokat az egyén nem választja, hanem csak észleli a saját esetében. Ilyen értelemben a pedofíliát egyesek egyfajta szexuális orientációnak tekintik, hasonlóan a hetero- vagy a homoszexualitáshoz, azonban azoktól eltérően mentális betegségnek minősül, mivel a pedofil vágyak kielégítése pszichológiai és testi veszélyt jelent másokra nézve, és megfelelő orvosi segítséggel a pedofilok egy részében csökkenthető annak kockázata, hogy gyermekeket molesztáljon. Emellett a pedofil egyének a szexuális irányultság tekintetében lehetnek hetero-, homo-, vagy biszexuálisak is.

### A pedofilok személyiségjegyei
A pedofilok vizsgálata nehéz, mivel a többségük rejtett életmódot folytat és a tudományos vizsgálatok javarészt a szexuális bűnelkövetőkre korlátozódnak. Az ilyen kutatásokban azonban számos, a pedofíliával társuló kóros személyiségjegyet leírtak, így gyakrabban jár együtt például önértékelési zavarokkal, depresszióval, szorongással vagy személyiségzavarokkal. Ezek kivetítése az összes pedofil betegre azonban nem lehetséges, mivel a vizsgálatokba vagy olyanok kerülnek bele, akik szégyellik és orvosi segítséget kérnek, amiből nyilvánvalóan következik, hogy pszichés problémákat jelent számukra az állapotuk, vagy olyanok, akik valamilyen bűncselekményt követtek el, és a körükben magasabb az antiszociális személyiségjegyek előfordulása. Egy 1983-as vizsgálatban egy 77 tagból álló önsegítő pedofil csoportot hasonlítottak össze egészséges egyénekkel és azt találták, hogy a pedofilokra inkább egyfajta magukba fordulás, félénkség, érzékenység és depresszív attitűd jellemző. A szerzők szerint azonban nem volt egyértelmű, hogy a pedofilok ezen személyiségjegyeik miatt keresik inkább a gyermekek társaságát, vagy ez a félénk, szorongó jellemük inkább a széleskörű társadalmi elutasítottságból és a nemi preferenciájukat rejtegetni kényszerülő életmódjukból, szociális izolációjukból adódik. Egy másik 2013-ban közölt tanulmányban a megkérdezett pedofilok 46 százaléka válaszolta, hogy komolyan foglalkoztatta az öngyilkosság gondolata, 32 százalékuk ki is tervelte, 13 százalékuk pedig meg is kísérelte.

## Gyakorisága
A pedofília előfordulási gyakoriságáról csak becslések vannak, a férfiak körében feltehetően 5 százalék alatti az előfordulása. Egy 2014-ben közölt tanulmányban egy online toborozott populációban vizsgálták a pedofília gyakoriságát, a megkérdezett férfiak 6, a nők 2 százaléka mutatott bármiféle hajlandóságot arra, hogy gyermekkel létesítsen szexuális kapcsolatot, ha tudná, hogy nem kapna érte semmilyen büntetést. A férfiak 9, a nők 3 százaléka tartotta elképzelhetőnek, hogy gyermekpornográfiát nézzen. Összességében a megkérdezett férfiak 10, a nők 4 százaléka mutatott bármiféle érdeklődést a gyermekekkel kapcsolatos szexualitás iránt. Egy másik, 2015-ös publikációban 1978, 17-20 év közötti svéd férfit kérdeztek a szexuális szokásaikról, közülük 4,2 százalék nézett már valaha gyermekpornográfiát. A vizsgálatban egyben hat olyan független faktort is leírtak, amik összefüggést mutattak a gyermekpornográfia gyakoriságával, ezek közé tartozott például, ha a személynek volt már valaha homoszexuális kapcsolata, ha gyakran nézett pornográfiát, vagy valaha nézett erőszakkal kapcsolatos pornográfiát.

## Pedofília és a gyermekmolesztálás
A pedofília szót általánosan használják minden gyermekekkel szembeni szexuális bűnelkövetőre, azonban ez tudományos értelemben helytelen szóhasználat, mivel sok gyermekmolesztáló nem kifejezetten a serdülőkor előtti gyermekek iránt vonzódik, vagyis pszichiátriai értelemben nem tekinthető pedofilnak. A bűnelkövetőket megkülönböztetik aszerint, hogy ténylegesen pedofilok, vagy valamilyen más okból követték-e el tettüket. Az utóbbi kategóriába tartozó személyek rendszerint opportunista módon választják ki áldozatukat, tetteik okaként pedig a stressz, párkapcsolati problémák, a felnőtt partner elérhetetlensége, alkoholos vagy kábítószeres befolyásoltság említhető. A gyermekmolesztálók között a pedofilok arányát durván 20-50 százaléknak tartják, egy 2006-os vizsgálatban a gyermekpornográfia miatt elítéltek 35 százalékát találták pedofilnak, amiből arra következettek, hogy a gyermekpornográfia nézése megbízhatóbb jele a személy pedofíliájának, mint a gyermekmolesztálás. Egy másik vizsgálatban az Egyesült Államokban "pedofil" bűncselekmény miatt elítélt 2429 férfi kikérdezése során csak 7 százalékuk válaszolta, hogy kizárólag gyermekek iránt vonzódik. A gyermek számára idegen bűnelkövetőkhöz képest a pedofília jóval ritkább a gyermeket molesztáló családtagok körében, így az apák és a nevelőapák esetében. (A legújabb vizsgálatok eredményei ennek ellenkezőjét bizonyítják: Az áldozatok 90 százaléka jól ismeri a bántalmazóját, akik gyakran kitartó lelki és érzelmi nyomásgyakorlással nyerik el a bizalmukat.) A pedofil és a nem pedofil gyermekmolesztálók között a kognitív funkciók tekintetében a neuropszichológiai kutatások szerint is vannak különbségek.

Nem minden pedofil molesztál gyermekeket, erről a csoportról azonban meglehetősen kevés ismeret áll rendelkezésre, mivel a kutatások javarészt a bűnelkövetők bevonásával készülnek. A pedofíliát kutató Michael Seto szerint a pedofilok közül azok követnek el végül gyermekkel szembeni szexuális cselekményt, akiknél a pedofília antiszociális személyiségjegyekkel is társul és nem éreznek empátiát az áldozatuk felé.

### Hatása a gyermekekre
A gyermek szellemileg éretlen, nemisége formálódó, szexualitása kialakulatlan, ezért nem képesek helyesen értékelni a szexualitást. Bármilyen módon (erőszak, késztetés) történő ráhatás testi és szellemi fejlődésüket negatívan befolyásolhatja. A gyermekkel szemben elkövetett szexuális bántalmazás súlyos pszichés és testi következményekkel is járhat. Felmérések szerint a szexuálisan bántalmazott gyermekek körében később 51-75 százalékban alakulnak ki pszichés problémák, ezek gyakoribbak és súlyosabbak, ha az elkövető családtag vagy közeli ismerős, ha közösülés is történik, vagy ha erőszakkal vagy fenyegetéssel kényszerítik az áldozatot. A tartós pszichés problémák közé tartozik a depresszió, szorongás, önértékelési zavarok, szomatizációs zavarok, evés vagy alvás zavarok, disszociatív- vagy borderline személyiségzavarok, poszt-traumás stressz zavar, ADHD, vagy szexuális diszfunkció. Emellett számos viselkedésbeli probléma is gyakoribb közöttük, pl. az állatkínzás vagy az önsértés, és később többük küzd alkohol- illetve drogproblémákkal, valamint nagyobb arányú a körükben a bűnözés és az öngyilkosság is.
A pszichés hatások mellett a gyermekekkel szembeni szexuális cselekmények komoly fizikai ártalmat is jelenthetnek. A gyermek méretétől és korától, illetve az elkövető erőszakosságától függően a közösülés súlyos sérüléseket okozhat, a hüvely vagy a végbél megrepedhet, belső vérzés alakulhat ki, mely súlyos esetben halálos kimenetelű lehet. Emellett a gyermekek fogékonyabbak a szexuális úton terjedő fertőzésekre, például a fejletlen hüvely nem termel elegendő hüvelyváladékot, ami mind a sérülésekkel, mind a fertőzésekkel szemben csökkent védelmet jelent, a gyermekek esetében gyakoribb nyálkahártya sérüléseken pedig könnyebben bejutnak a kórokozók.
A fentiek miatt a szakemberek egyetértenek abban, hogy a gyermekek védelmében nem szabad következmények nélkül hagyni egyetlen pedofil jellegű bűncselekményt sem.

### A beleegyezési korhatár
A korábbi magyar törvényi szabályozás során a heteroszexuális kapcsolatokban a beleegyezési korhatár 14 év volt, míg a homoszexuális kapcsolatokban 18. Az Alkotmánybíróság diszkriminációra hivatkozva megváltoztatta a törvényt, így ma már a beleegyezési korhatár nem függ a partnerek nemétől.
A kifejezés megtévesztő, és nem szabad elfeledkezni arról, hogy a törvény ilyen helyzetekben zsinórmértékként szolgál. A bíró mérlegelési jogkörébe esnek az olyan esetek, amikor az egyik fél még nem töltötte be a beleegyezési korhatárhoz szükséges életévet, míg a másik fél azt már átlépte. Az ilyen esetek gyakran jelen vannak, és mindig is jelen voltak a magyar bíráskodásban, de a legtöbb esetben az életkorbeli különbség elenyészően kicsi.
A pedofil bűntett az, ha egy felnőtt személy szexuális cselekményt végez(tet) egy gyerekkorú személlyel. Ma Magyarországon a felnőttkor a 18. életév betöltésével kezdődik, a gyerekkor pedig a 14. életév betöltéséig tart. Vagyis a beleegyezési korhatárnak (a betöltött 14. életévnek) érzékelhetően semmi köze sincs a pedofíliához, mivel a megrontást minden esetben egy 18. életévét betöltött személy követi el egy 14. életévénél fiatalabb személlyel szemben.
A pedofília azonban továbbra sem valósít meg büntetőjogi tényállást, lásd még: „Jelenlegi magyar törvényi szabályozás”.

## Szexuális orientáció és a pedofília
Bizonyos közhiedelmek szerint a homoszexuálisok pedofilok így a gyermekeket jobban kell félteni a homoszexuálisoktól, mint a heteroszexuálisoktól, mert ezek szerint a homoszexuálisok nagyobb veszélyt jelentenek a gyerekekre, ugyanis molesztálják, megerőszakolják, vagy „beszervezik” őket a saját közösségeikbe. Ugyanakkor ezt az állítást a statisztikák és tudományos kutatások nem támasztják alá, így ez a tudományos megközelítés képviselőinek nézőpontjából jellemzően leginkább csak egy olyan (régi időkből eredő) homofób városi legenda, ami hamis előítéleteken és laikus megközelítésen alapul. 
Az előítéletekkel szemben a tények azt igazolják, hogy pedofilok között egyaránt előfordul, hogy vagy az ellenkező nemű, vagy az azonos nemű illetve van, hogy mindkettő nemhez tartozó gyermekekhez vonzódnak szexuálisan. Egy 1993-ban publikált (K Freund 1, R J Watson által készített) tanulmány szerint a pedofilok között a heteroszexuális-homoszexuális jellegű vonzódás aránya körülbelül 11 az 1-hez.
Egy 1978-ban készült vizsgálat során Groth and Birnbaum 175 szexuális – gyermekmolesztálás miatt elítélt – pedofil férfi esetén vizsgálta a szexuális orientációt és azt találták, hogy az elítéltek közül egyik férfi sem rendelkezett kizárólag homoszexuális felnőttek felé irányuló szexuális irányultsággal. Többségük eleve egyáltalán nem vonzódott a felnőttekhez, mindössze csak 13%-ukra (akik biszexuálisoknak voltak minősíthetők) volt jellemző, hogy alkalmanként felnőttekkel is létesítettek szexuális kapcsolatot. A kutatók az adatok alapján felvetették annak lehetőségét, hogy minden bizonnyal a felnőtt heteroszexuális férfiak nagyobb kockázatot jelentenek a kiskorú gyermekek számára, mint a felnőtt homoszexuális férfiak. Később más hasonló, de statisztikai szempontból nagyobb adatmintán elvégzett vizsgálatok során, más kutatók is ehhez hasonló eredményt kaptak. Például Jenny, C és munkatársainak 1994-ben publikált statisztikái egy olyan felmérés során készültek, amelyben összesen 352 olyan gyermek, kórházi vagy klinikai adatait elemezték, akik mind molesztálás áldozatai voltak. Eredményeik alapján a vizsgált esetek 82%-ában az elkövető az egyik közeli hozzátartozó heteroszexuális partnere volt, 15% pedig biszexuális. Az összes pedofil bűnelkövetők csak 3%-a (két személy) volt homoszexuális.
Az 1970-es években széles körben elterjedt előítéletet, amely szerint a homoszexuálisok nagyobb veszélyt jelentenek a pedofil abúzus elkövetése szempontjából, mint a heteroszexuálisok, a kutatások idővel cáfolták. A homoszexualitás és a pedofília nem feltételezi egymást. A homoszexuálisok többsége (mivel legtöbbjük nem vonzódik a gyermekekhez) felháborodik azon, ha egy kalap alá veszik egy gyermekmolesztálóval.
Ugyanakkor léteznek olyan társadalmi és szociológiai jelenségek, amik táplálhatják ezeket az előítéleteket. Például az idők folyamán számos szervezet foglalkozott ilyen aggodalmakkal a Katolikus Egyház kapcsán. A John Jay felmérés szerint ami egy az Egyesült Államok Katolikus Püspöki Konferenciája megbízásából készült tanulmány ugyanis az Illinois-i fellebbviteli Bíróságnál dolgozó Anne M. Burke által vezetett felülvizsgálati testület (ami a John Jay Egyetem jogi szakértőiből állt), megállapította, hogy az általuk Amerikában a vizsgált időszakban bejelentett esetek körében „a katolikus papok által elkövetett gyermekek szexuális zaklatásként bejelentett áldozatainak 81%-a fiú volt”. Ugyanakkor ez az arány (az egész társadalomra jellemző trendekkel szemben) sokkal inkább a Katolikus Egyház szubkultúrájával hozható összefüggésbe, nevezetesen azzal, hogy a Katolikus Egyház szabályai szerint az egyházi intézményben élők nemenként elkülönített csoportokban szerveződve laknak együtt és mivel nők a Katolikus Egyházban papok nem lehetnek így a papok kislányokkal jellemzően alíg kerülnek kapcsolatba. Mivel a Katolikus Egyházban mérhető molesztálási arány jellegzetességei az egyházszervezet szubkulturális sajátosságaival van összefüggésben így az nem általánosítható az egész társadalomra.
Az egész társadalom tekintetében a kutatások szerint (amerikai adatok alapján) a kiskorúak ellen elkövetett szexuális erőszak 40%-át (ugyan idősebb) de kiskorú gyerekek követik el a náluk fiatalabb gyerekek ellen. A felnőtt molesztálási esetek 90%-át leggyakrabban (heteroszexuális pedofilként címkézhető) férfiak követik el kiskorú lányok sérelmére, ugyanakkor a kutatások egységesen rámutatnak arra, hogy a szexuális erőszak elkövetői jelentős számban nők, akik kisfiúkat molesztálnak, illetve a kiskorúak ellen szexuális erőszakot elkövető nők áldozatai (az általuk molesztált esetek) 6%-ában kislány.
A pedofíliát a szakemberek többsége szerint politikai szempontból hamis, morálisan káros, jogilag téves, tudományos aspektusból pedig félrevezető összemosni a homoszexualitással, hiszen a pedofília jelenleg a parafíliák közé sorolandó betegség és elkövetése esetén bűncselekmény (kiskorúak elleni szexuális erőszak). A homoszexualitás ezzel ellentétben az azonos nemű felnőttek szexuális irányultságai közé tartozik, ami a fejlett, nyugati országokban legális és dekriminalizált, azaz nem bűntetendő.

## Okai
A pedofília kialakulásának okai jelenleg nem ismertek, azonban több kutatás összefüggéseket talált bizonyos tulajdonságok, funkcionális vagy strukturális agyi eltérések és a pedofília gyakorisága között. Ezek közé tartozik az alacsonyabb IQ, a balkezesség, a gyakoribb iskolai bukások, az alacsonyabb testmagasság, vagy a gyermekkorban elszenvedett és eszméletvesztéssel is járó fejtrauma. Ezek mellett MR vizsgálatokkal számos strukturális agyi eltérést is leírtak, melyek gyakoribbak a pedofil személyekben, pl. egy 2008-ban közölt tanulmányban azt találták, hogy a pedofil férfiak agyában kisebb a fehérállomány térfogata az átlagnépességhez képest. A korszerű pszichológiai és szociológiai kutatások és vizsgálatok során a szakemberek elsősorban a felnőttek és a gyerekek között fennálló éles életkori különbségekre alapuló hierarchikus dinamikára helyezik a fókuszt. A pedofil szexuális ragadozók számára – a nők sérelmére elkövetett szexuális erőszakhoz hasonlóan – gyakran a hatalmi, uralkodási és birtoklási vágy ébreszti leginkább a vonzalmat.

## Kezelése
A szexuális irányultságok közé tartozó pedofília, mint a parafíliák (exhibicionizmus, fétisizmus,  frotteurizmus, szexuális  mazochizmus,  szexuális  szadizmus,  transzvesztita  fétisizmus, voyerismus stb.) általában, egy gyógyíthatatlan személyiségzavar. A felsoroltakkal ellentétben és a zoofíliához hasonlóan kizárható a pedofília konszenzusos megélése. A szexuális irányultságot és a nemi identitást megváltoztató pszichiátriai módszerek jelenleg nincsenek. A kezelések célja inkább az, hogy a pedofil egyének számára megkönnyítsék az együttélést az állapotukkal és megakadályozzák, hogy vágyaikat kiéljék és bűncselekményt kövessenek el. Egyes vélemények szerint a pedofília nemi orientációnak vehető, és mint olyan, nem megváltoztatható, ahogyan a homoszexuális egyének heteroszexuálisokká történő átnevelése sem lehetséges. A különböző kezelési módszerek hatékonyságát nehéz vizsgálni, különösképp, hogy a tanulmányok döntően a bűnelkövetőkre koncentrálnak, és nem különböztetik meg őket nemi preferenciáik szerint, illetve a bűncselekményt el nem követő pedofilok a társadalmi megvetés és stigmatizálás miatt nem fedik fel magukat, így ebben a csoportban sem vizsgálható a kezelés eredményessége.

### Kognitív viselkedésterápia
A pszichoterápiák közé tartozó kognitív viselkedésterápia célja, hogy megtanítsa a pedofil egyént arra, hogyan kezelje az olyan élethelyzeteket, melyek a gyerekekre nézve veszélyes szexuális viselkedését kiprovokálnák. Jellemzően a páciens önuralmát és empátiáját próbálják erősíteni és arra törekednek, hogy megváltoztassák a gyermekekkel szembeni szexuális cselekményekkel kapcsolatos nézőpontját a páciensnek. Leggyakrabban szexuális bűnelkövetőknél alkalmazzák az újbóli bűncselekmény megakadályozására, a hatékonysága azonban vitatott. Korábbi vizsgálatokban enyhe megelőző hatást írtak le, egy 2012-es összefoglaló tanulmányban azonban hatástalannak találták arra, hogy elhárítsa az újbóli bűncselekmény elkövetését.

### Gyógyszeres kezelés
A gyógyszeres kezelések célja, hogy csökkentsék a pedofilok nemi vágyát, azonban a nemi preferenciára ezek sincsenek hatással. Az egyik, a kémiai kasztrálásra gyakran használt gyógyszercsoport az ún. antiandrogének, pl. a ciproteron-acetát vagy a medroxiprogeszteron-acetát, melyek csökkentik a betegben az androgén hormonok (pl. a tesztoszteron) szintjét és aktivitását. Az antiandrogéneken kívül használják még a GnRH (angolul: Gonadotropin-releasing hormone) analógokat is, melyek tartósan adva csökkentik a szervezet saját gonadotropin termelését, ezek közé tartozik pl. a leuprolid-acetát. A gyógyszeres kezelést a kognitív viselkedésterápiával együttesen alkalmazzák, hogy növeljék a hatékonyságot. Sebészi kasztrálást a legtöbb országban már nem végeznek, mivel a gyógyszeres kezelés ugyanolyan hatékony a nemi vágy csökkentésében, viszont a műtéthez képest kevésbé invazív. Ugyanakkor néhány országban (pl. Németország, Csehország) még alkalmanként végeznek ilyen beavatkozást, azonban az Európa Tanács azon dolgozik, hogy a jövőben megszüntesse az Európai Unión belül ezt a gyakorlatot.

## Jelenlegi magyar törvényi szabályozás
A büntetőjog nem használja a pedofília meghatározást. Nem a pedofil személyeket bünteti, hanem ha bűncselekménynek minősülő tettet követnek el, ezeket a 2012-es Büntető Törvénykönyv határozza meg.
| A 2012-es Büntető Törvényköny pedofíliával kapcsolatos rendelkezései | A 2012-es Büntető Törvényköny pedofíliával kapcsolatos rendelkezései | A 2012-es Büntető Törvényköny pedofíliával kapcsolatos rendelkezései | A 2012-es Büntető Törvényköny pedofíliával kapcsolatos rendelkezései |
| Cselekmény megnevezése                                               | Leírása | Büntetési tétel                                                      |                                                                      |
| -------------------------------------------------------------------- | --- | -------------------------------------------------------------------- | -------------------------------------------------------------------- |
| 196. § Szexuális kényszerítés                                        | Aki mást szexuális cselekményre vagy annak eltűrésére kényszerít | 1-5 év                                                               |                                                                      |
| 196. § Szexuális kényszerítés                                        | Ha a sértett 18 év alatti | 2-8 év                                                               |                                                                      |
| 196. § Szexuális kényszerítés                                        | Ha a sértett 14 év alatti | 5-10 év                                                              |                                                                      |
| 197. § Szexuális erőszak *                                           | - A szexuális kényszerítést erőszakkal, illetve az élet vagy a testi épség elleni közvetlen fenyegetéssel követi el - Más védekezésre vagy akaratnyilvánításra képtelen állapotát szexuális cselekményre használja fel | 2-8 év                                                               |                                                                      |
| 197. § Szexuális erőszak *                                           | Ha a sértett 18 év alatti | 5-10 év                                                              |                                                                      |
| 197. § Szexuális erőszak *                                           | Aki tizenkettedik életévét be nem töltött személlyel szexuális cselekményt végez vagy végeztet | 5-10 év                                                              |                                                                      |
| 198. § Szexuális visszaélés *                                        | Az a tizennyolcadik életévét betöltött személy, aki tizennegyedik életévét be nem töltött személlyel szexuális cselekményt végez, vagy ilyen személyt arra bír rá, hogy mással szexuális cselekményt végezzen          | 1-5 év                                                               |                                                                      |
| 198. § Szexuális visszaélés *                                        | Az a tizennyolcadik életévét betöltött személy, aki tizennegyedik életévét be nem töltött személyt arra törekszik rábírni, hogy vele vagy mással szexuális cselekményt végezzen                                        | 3 évig terjedő szabadságvesztés                                      |                                                                      |
| 203. § Gyermekprostitúció kihasználása *                             | - Aki tizennyolcadik életévét be nem töltött személy prostitúciójából haszonszerzésre törekszik - Aki tizennyolcadik életévét be nem töltött személlyel való szexuális cselekményért ellenszolgáltatást nyújt          | 2-8 év                                                               |                                                                      |
| 204. § Gyermekpornográfia *                                          | Aki tizennyolcadik életévét be nem töltött személyről vagy személyekről pornográf felvételt megszerez vagy tart | 3 évig terjedő szabadságvesztés                                      |                                                                      |
| 204. § Gyermekpornográfia *                                          | Aki tizennyolcadik életévét be nem töltött személyről vagy személyekről pornográf felvételt készít, kínál, átad vagy hozzáférhetővé tesz                                                                               | 1-5 év                                                               |                                                                      |
| 204. § Gyermekpornográfia *                                          | Aki tizennyolcadik életévét be nem töltött személyről vagy személyekről pornográf felvételt forgalomba hoz, azzal kereskedik, illetve ilyen felvételt a nagy nyilvánosság számára hozzáférhetővé tesz                  | 2-8 év                                                               |                                                                      |
| 205. § Szeméremsértés *                                              | Aki magát nemi vágyának felkeltése vagy kielégítése céljából más előtt szeméremsértő módon mutogatja | 2 évig terjedő szabadságvesztés                                      |                                                                      |
| 205. § Szeméremsértés *                                              | Az a tizennyolcadik életévét betöltött személy, aki nemi vágyának felkeltése vagy kielégítése céljából tizennegyedik életévét be nem töltött személy előtt szeméremsértő magatartást tanúsít                           | 3 évig terjedő szabadságvesztés                                      |                                                                      |
| * A feltüntetetteken kívül egyéb, minősítő esetek is vannak.         | |                                                                      |                                                                      |

Értelmező rendelkezés:
- 459. §, 27. szexuális cselekmény: a közösülés és minden súlyosan szeméremsértő cselekmény, amely a nemi vágy felkeltésére, fenntartására vagy kielégítésére alkalmas, vagy arra irányul

## Kritikák a jelenlegi magyar törvényi szabályozással kapcsolatban
Mint számos hatályban lévő törvénnyel kapcsolatban, úgy a fentieket érintően is születnek kritikák. Néhány vélemény:
A pedofília részeként számon tartott gyermekpornográfia birtoklása és terjesztése 1997 óta üldözött Magyarországon. Nem mindenki ért azonban a fenti tevékenység, - különösen a birtoklás - kriminalizálásával egyet. Dr. Peszleg Tibor, az Országos Rendőrfőkapitányság Nemzeti Iroda Terrorizmus és Extrémizmus Elleni Osztályának főhadnagya közéjük tartozik. Ő úgy látja, hogy az ilyen felvételek tartását és megszerzését nem kellene bűntetnie a magyarországi jogrendszernek. Érvelését a témakörrel behatóbban foglalkozó Vujity Tvrtko ismertette 2008-as könyvében. E szerint "amennyiben ugyanis a pedofil tartalmakat csak saját használatra szerzi be és raktározza valaki, annak a társadalomra jelentett veszélyessége csekély, ugyanakkor az ellene való, igen költséges fellépés hatásfoka rendkívül alacsony".
A fenti nézeteket támogatta Somos András újságíró is, aki egy, 2024 eleji ATV-s televíziós műsorában a hasonló felvételeket tároló Kaleta Gáborral kapcsolatban úgy fogalmazott: "nem volt pedofil". Nyíltan megfogalmazott véleményével a televízió vezetősége nem értett egyet, a műsort néhány napra levették a csatornáról. A történtek következtében Somos felmondott a médiumnál.
Haskó László orvos 2020-as, Népszavában megjelent, „Irgalom atyja, ne hagyj el!” című írásában a kérdéskört orvosi szemgszögből vizsgálta, és a pedofíliát alapvetőe betegségnek minősítette. Nem értett egyet Kaleta, és a hasonló (gyermekek fizikai bántalmazását el nem követők) esetében a kriminalizálással. Érvelése a következő volt: "Azt nem hiszem, hogy a pedofíliát tolerálni kellene. Azonban ki kell venni a bűncselekmények közül, és át kell tenni a betegségek csoportjába. Kezelni kell és lehet. Ez persze csak akkor történhet meg, ha a betegséggel orvoshoz fordulhat a beteg. Ha nem kell tartania börtöntől, népharagtól, lincseléstől."
Mester Csaba, Kaleta védőügyvédje is megszólalt a témában (2020). Miután sokakat megbotránkoztatott, hogy Mester előbbi munkája mellett a szexuális zaklatást elszenvedő gyermekeket segítését végző Fehér Liliom  Egyesületnek is tagja, az ügyvéd interjúban erős különbséget tett a tényleges, fizikai pedofília és a gyermekpornográf felvételek birtoklása között ("itt nem abúzusról van szó [...] ahogy a bíró is mondta, egy csoportos garázdasággal, vagy egy közokirat-hamisítással egysúlyú bűncselekmény"). Az egyesület vezetője, Kugler Gyöngyi igazságügyi szakértő, klinikai szakpszichológus, terapeuta jelezte, hogy a szervezetet több támadás érte a fentiek kapcsán, melyekre higgadtan próbáltak válaszolni. Úgy látta azonban, hogy az "indulatok olyan erősek, hogy nem lehetett racionális érveléssel hatni az emberekre".

## Csoportok, akik legalizálni szeretnék a felnőtt–gyermek (szexuális) kapcsolatot
- North American Man/Boy Love Association rövidítve NAMBLA – Logójukban az egymás mellett álló nagy M és a kis b szimbolizálja a felnőtt férfit és a serdülő fiút.
- Vereniging MARTIJN vagy rövidítve MARTIJN egy holland szervezet, amely legalizálni szeretné a pedofíliát. 1982-ben alapították Hoogeveen-ben és 1987-től ismert a fenti néven.